# Municipio de Santa Apolonia
Municipio de Santa Apolonia är en kommun i Guatemala.   Den ligger i departementet Departamento de Chimaltenango, i den sydvästra delen av landet, 50 km väster om huvudstaden Guatemala City.